# Terrassa Padovana
Terrassa Padovana är en ort och kommun i provinsen Padova i regionen Veneto i Italien. Kommunen hade 2 640 invånare (2018).